# Rue Pierre-au-Lard
Rue Pierre-au-Lard je ulice v Paříži v historické čtvrti Marais. Nachází se ve 4. obvodu.

## Poloha
Ulice začíná na křižovatce s Rue Saint-Merri, pokračuje na severovýchod, poté se ohýbá v pravém úhlu k severozápadu a končí na křižovatce s Rue du Renard.

## Historie
Etymologie názvu této ulice není známa. Mohlo se jednat o notáře Pierra Oilarta, který zde žil ve 13. století. V roce 1273 měla tato ulice, která tvoří pravý úhel, dva názvy. Část začínající u Rue Saint-Merri se nazývala Rue Aufroy-des-Grès. Část ústící do tehdejší Rue du Poirier se nazývala Rue Pierre-Oilard. Obě části byly spojeny pod stejným názvem kolem roku 1500. V seznamu Le Dit des rues de Paris je ulice citována pod názvem Rue Pierre-o-Lart. Její jméno se objevuje i v daňových registrech z roku 1313. Název ulice měl během doby mnoho variant: Rue Pierre-Allard, Rrue Pierre-O'Lard, Rue Pierre-Oilard, Rue Pierre-Aulard, Rue Pierre-Aulart, Rue Pierre-au-Rat či Rue Pierre-au-Lait. Na prvních plánech Paříže se nazývá Rue Lapierre-au-Lart.
Ministr Jean-Antoine Chaptal podepsal dne 17. června 1801 vyhlášku, která stanovila šířku této ulice na 6 metrů. Královským výnosem z 26. června 1837 byla šířka ulice zvětšena na 10 metrů.
Hlavní změna nastává během renovace čtvrti, když bylo postaveno Centre Georges Pompidou. V roce 1971 byla zrušena část ulice mezi Rue du Renard a Rue Brisemiche.

## Zajímavé objekty
- domy č. 2 a 4: Hôtel Le Rebours
- dům č. 6: Théâtre Essaïon